# Булкін Кирило Вікторович
Кири́ло Ві́кторович Бу́лкін (* 5 вересня 1967, м. Київ) — журналіст, актор, публіцист, бард, культурний діяч.

## Біографія
Народився в Києві 5 вересня 1967 року. Закінчив середню київську школу № 145 у 1983 році.
1983—1988 — студент фізичного факультету Київського державного університету імені Тараса Шевченка.
1988—1989 — аспірант Інституту теоретичної фізики Академії наук УРСР.
1989—1992 — за власним бажанням покинув навчання в аспірантурі i зайнявся театральною діяльністю.
1989—1992 — актор київських театрів.
1992 — заснував власний приватний театр, який проіснував до 1999 року.
Грав моновистави з української та російської літератури (В. Стус, В. Симоненко, І. Світличний, Н. Гумільов, В. Висоцький та ін.).
- 1996—2004 — журналіст та ведучий телепрограм на каналах українського телебачення «ТЕТ», «УТ-1», «Інтер», «KTM» (серед найпопулярніших програм — «Міські новини» «TET», 1996—1999 та «Ситуація» «Магнолія-ТВ», 1997—2004).

Влітку 2000 року завдяки ґранту фундації Ледіґ-Ровольта (Швейцарія) три тижні перебував у міжнародній комуні літераторів Chateau de Lavigni.
Серпень 2004 — липень 2005 — головний редактор Радіо НАРТ —Чесна хвиля (м. Київ).
Липень 2005 — липень 2008 — журналіст, ведучий української редакції Радіо «Свобода» (м. Київ).
З 2009 року — фрилансер, працює над низкою сценічних творчих проектів.
Співзасновник і директор громадської організації «МАМАЙ» («Мобільна Аґенція Мистецьких Акцій»), що займається вирішенням суспільно важливих проблем засобами мистецтва.
Автор збірки поезії та публіцистики, автор-виконавець пісень.
З 2011 — актор, директор театру Володимира Завальнюка «Перетворення».
Член Національної спілки письменників України (2012).

### Родина
Дід Булкіна Кирила Вікторовича — Беліцер Володимир Олександрович (1906—1988, походив з обрусілого німецького роду) був академіком АН УССР, доктор біологічних наук, професор;

Батько — Булкін Віктор Георгійович (1930—1996), інженер-суднобудівник;

Мати — Беліцер Наталя Володимирівна, доктор біологічних наук, експерт Інституту демократії імені Пилипа Орлика;

Дружина — Недавня Ольга Володимирівна, кандидат філософських наук, старший науковий співробітник відділення релігієзнавства Інституту філософії ім. Г. Сковороди НАНУ;

Доньки — Ольга і Богдана.

## Творча діяльність

### Літературна діяльність
Перекладач книжки:
- Джим Гол. Онлайнова журналістика. — Київ: К. І. С., 2005.

Автор книжок:
- Это мы живём на свете (в співавторстві). — Ужгород, 1992.
- Стихотворения. — Киев: Феникс, 2000. (рос.)
- Доцільне та парадоксальне. — Луцьк: Терен, 2007.

Автор театральних п'єс:
- «До нескінченності дерзати!» (за матеріалами життя та творчості Юрія Литвина);

- «На спільнім шляху / Бир ёлу»;

Публікації віршів, оповідань, есеїв, спогадів та ін. в:
газетах
- «Шлях перемоги», «Освіта України», «Блин», «Коза»;

журналах
- «Українська мова й література в середніх школах, гімназіях, ліцеях та колегіумах»;
- «Український Біохімічний Журнал» (спогади про академіка В. О. Беліцера)

інтернет-виданнях
- «Телекритика», «Українська правда», «Майдан».

### Акторські роботи
Моновистави:
- «Волшебная скрипка» (за творами Н. Ґумільова);
- «Когда я отпою и отыграю» (за творами В. Висоцького);
- «Напередодні нового» (за власною монодрамою).
- «Верни до мене, пам'яте моя» (за матеріалами життя та творчості В. Стуса);
- «Щоб ми ніколи ні перед ким не схилилися» (за матеріалами життя та творчості В. Симоненка, І. Світличного та інших поетів-шістдесятників);
- «Кавказ», «І мертвим і живим…» (за поемами Т. Шевченка);
- «Українська повстанська і героїчна пісня» (концертна програма);
- Авторська концертна програма співаної поезії.

Ролі в театральних виставах:
у театрі «Колесо» (1989—1993):
- Певец — П.-Ж. Беранже. «Любить, пылать и быть таким, как прежде»;
- Бард — С. Злотников. «Триптих для двох»;

у приватному театрі-студії «Маргарита» (1992—1999):
- Вовк — В. Орлов, пер. В. Довжика «Справжній тато» («Золоте курча»);
- Рассказчик — «Казки Г.-Х. Андерсена»;

у театральному осередку «Бенефіс» (1998):
- Перелесник, Лісовик — Л. Українка. «Лісова пісня»

У Молодому театрі (2000):
- Соловей-Розбійник — Я. Верещак. «Новорічна крутоверть»;

у театрі української героїки «Пам'ять» п/к нар. арт. України Г. Яблонської (2007—2010):
- Ольжич — Г. Яблонська. «Ольжич — назавжди!»;
- Січовик Микола Орлюк — Г. Яблонська. «Розгін до волі: послання Карпатської України в сьогодення»;
- Поет — К. Булкін. «До нескінченності дерзати!» (за матеріалами життя та творчості Юрія Литвина);

У театрі «Браво» (2012):
- Клуд, Микеле — М. Берк'є-Марін'є, Е. де Філіппо «Любовь в чемодане»;

У театрі Володимира Завальнюка «Перетворення» (2010 — по сьогодні):
- Козак Мамай — К. Булкін. «На спільнім шляху / Бир ёлу»;
- Вертепник, Козак, характерник Хведір Вовк — В. Завальнюк (за Сашком Лірником). «Про силу характерницьку, татарського богатиря Ахмеда і Грицька Кобилячу Смерть»;
- Ахмет-ахай — «Увага… Уява… Казка!» (за українською й кримськотатарською казками);
- Молодий сірієць — О. Уайльд. «Саломея»;
- Радник, Король, Оле-Лукоє — Г.-Х. Андерсен. «Снігова королева»;
- Кошон, Бодрікур, Архієпископ — Ж. Ануй. «Жанна д'Арк. Дисконт?..» («Жайворонок»);
- Перший актор, Полоній, Привид, Клавдій, Блазень — В. Шекспір. «Гамлет», пер. Ю. Андруховича;
- Гремйо, Грумйо, Вдова, Вінченцо — В. Шекспір. «Приборкання норовливої» (пер. Ю. Лісняка);
- Роль у виставі за містерією Т. Шевченко. «Великий льох»;
- Глостер — В. Шекспір. «Король Лір» (пер. М. Рильського).

### Музика до пісень
- «Дивний театр» (слова і музика: К. Булкін). З альбому «Дивний театр». Запис: осінь 1997 р.
- «Кому ти потрібний?» (слова і музика: К. Булкін). З альбому «Дивний театр». Запис: осінь 1997.
- «Кунсткамера» («Дивний музей») (слова і музика: К. Булкін). З альбому «Дивний театр». Запис: осінь 1997 р.
- «Зачарований ліс» (слова і музика: К. Булкін). З альбому «Дивний театр». Запис: осінь 1997 р.
- «Дві пори» (слова: П.-Ж. Беранже, переклад: І. Світличний, музика: К. Булкін). Запис: січень 2006 р., Київ, Радіо «Свобода», друга гітара — Едуард Драч.
- «Одначе, шкода» («майже за Б. Окуджавою») (слова і музика: К. Булкін). Запис: січень 2006 р., Київ, Радіо «Свобода», друга гітара — Едуард Драч.
- «If» («Синові») (слова: Р. Кіплінг, переклад: В. Стус, музика: К. Булкін). Запис: січень 2006 р., Київ, Радіо «Свобода», друга гітара — Едуард Драч.
- «Щоденний міста ритм» (слова: С. Набока, музика: К. Булкін). Запис: Радіо «Свобода», квітень 2006 р.
- «Як ішли ми в вільний світ» (слова і музика: К. Булкін). Домашній запис, осінь 2006 р.
- «Літо 2006» (слова і музика: К. Булкін). Запис: фестиваль «Повстанська ватра», 14 жовтня 2007 р., Київ, Будинок офіцерів.
- «If» («Синові») (слова: Р. Кіплінг, переклад: Є. Сверстюк, музика: К. Булкін). Запис: грудень 2008 р., друга гітара й обробка звуку — Григорій Лук'яненко .
- «Відкритий лист людській спільноті від великої племінної ради упирів» (слова і музика: К. Булкін, друга гітара — Григорій Лук'яненко). Запис: концерт пам'яти Тризубого Стаса, 28 січня 2009 р., Київ, Спілка письменників.
- «Ворог» (слова і музика: К. Булкін). Запис: концерт пам'яти Костя Єрофеєва, 28 травня 2009 р., Київ, культурний центр НаУКМА.
- «На травах чекання» (слова і музика: К. Булкін). Запис: «Севама-фест», 24 жовтня 2009 р., Київ, Будинок кіно.
- «На моїй землі» (слова і музика: К. Булкін). Запис: «Севама-фест», 24 жовтня 2009 р., Київ, Будинок кіно.
- «Журналісти» (слова і музика: К. Булкін). Запис: «Севама-фест», 24 жовтня 2009 р., Київ, Будинок кіно.
- «Відкритий лист людській спільноті від великої племінної ради упирів» (слова і музика: К. Булкін). Запис: «Севама-фест», 24 жовтня 2009 р., Київ, Будинок кіно.
- «Барабани» (слова: П.-Ж. Беранже, переклад: І. Світличний, музика: К. Булкін). Запис: 3 лютого 2010, у Г. Лук'яненка.
- «Політичні коломийки» (слова і музика: К. Булкін, друга гітара і ефекти — Г. Лук'яненко). Запис: 14 липня 2010, у Г. Лук'яненка.

## Нагороди
- Лауреат премії імені Василя Стуса (2010);
- Лауреат Всеукраїнського фестивалю «Перлини сезону» (Київ, 1996);
- Лауреат Міжнародного фестивалю «One Man Show» (Кишинів, Молдова, 1999);
- Лауреат Першого Всеукраїнського фестивалю повстанської та стрілецької пісні «Повстанська ватра» (Київ, 2007).